# Греков, Митрофан Борисович
Митрофан Борисович Гре́ков (при рождении и до 1911 года — Митрофан Павлович Мартыщенко; 3 [15] июня 1882, Шарпаевка, Ростовская область — 27 ноября 1934, Севастополь, Крымская АССР) — русский и советский живописец, наиболее значимый баталист раннего соцреализма, знаменитый масштабными полотнами на сюжеты из событий Гражданской войны.

## Биография
Родился в казачьей семье, на хуторе Шарпаевка Яновской волости Донецкого округа Области Войска Донского.
В 15 лет поступил учиться живописи сначала в Одесское художественное училище (у Кириака Костанди), затем через 5 лет после успешной сдачи экзаменов оказался в Петербургской академии художеств, где обучался у Ильи Репина и Франца Рубо — классика батального жанра. Во время учёбы работал над панорамами Рубо «Оборона Севастополя» и «Бородинская битва».
В 1911 году за конкурсную работу «Волы в плугу» удостаивается звания художника.
С 1912 года служил в лейб-гвардии Атаманском полку.
В Первую мировую войну воевал три года на фронте, откуда привёз множество зарисовок. В результате тяжёлого ранения и проблем со здоровьем в 1917 году был демобилизован.

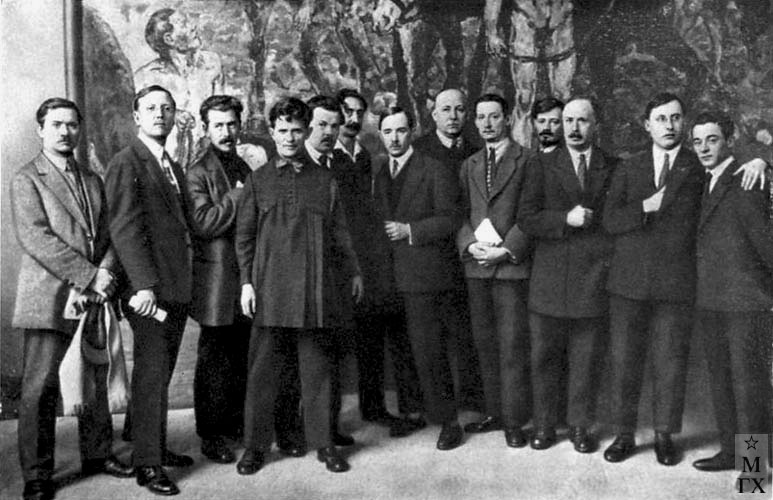
На выставке
к юбилею РККА.

В Гражданской войне воевал в составе Красной армии, куда ушёл добровольцем в 1920 году. В 1920-е годы рисовал Первую конную армию Будённого и создал серию батальных картин, посвящённых победам красных над белогвардейцами.
В 1927 году в Новочеркасске прошла первая персональная выставка Митрофана Грекова.
В 1930 году стал членом Ассоциации художников революционной России.
В 1931 году переехал в Москву.
Наиболее известные картины: «Трубачи Первой конной армии», «Тачанка», «Бой при Егорлыкской», «Чёртов мост», «Вступление красных в Баклановскую станицу», «Замёрзшие казаки генерала Павлова», «Оборона Царицына». Возглавлял коллектив, создающий панораму «Штурм Перекопа» (1934).
Умер 27 ноября 1934 года в Севастополе, работая над панорамой «Штурм Перекопа». Похоронен в Москве на Новодевичьем кладбище (уч. 2, ряд 19).

## Память

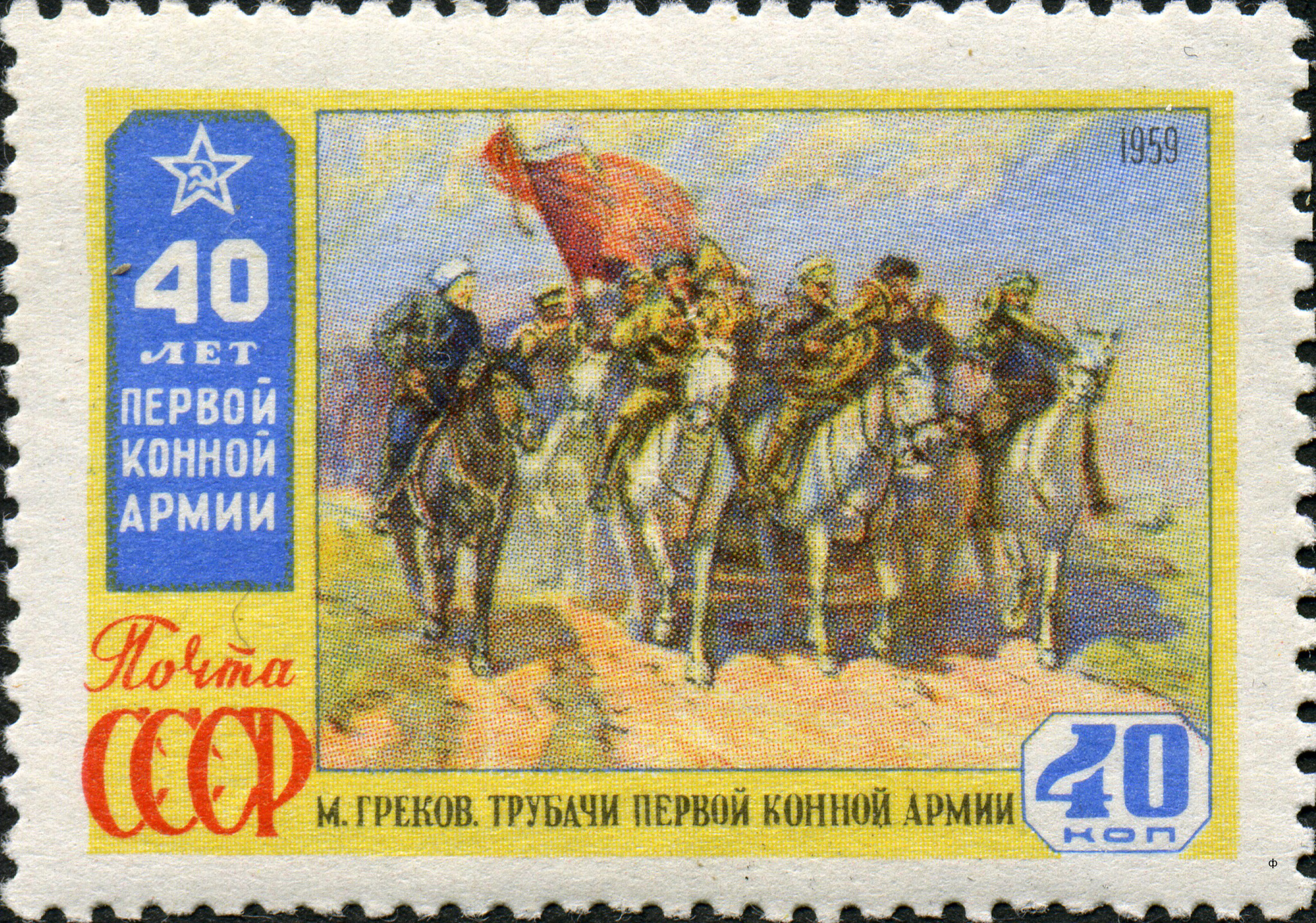
Почтовая марка СССР, 1959 год: 40 лет Первой конной армии

- Именем М. Б. Грекова названы Ростовское и Одесское художественные училища, студия военных художников в Москве (работает с 1934 года).
- В Новочеркасске работает Дом-музей М. Б. Грекова.
- Медаль имени М. Б. Грекова — учреждена в 1966 году Министерством Культуры СССР, Союзом Художников СССР и ГПУ СА и ВМФ за лучшие произведения изобразительного искусства на военно-патриотическую тему. С 1967 по 1991 год ко Дню Победы присуждались одна золотая и три серебряные медали им. Грекова.
- Улица Грекова в Минске. Улица Грекова в Новочеркасске.
- Работы художника хранятся в коллекциях Дома-музея, Государственной Третьяковской галереи и др.

## Галерея

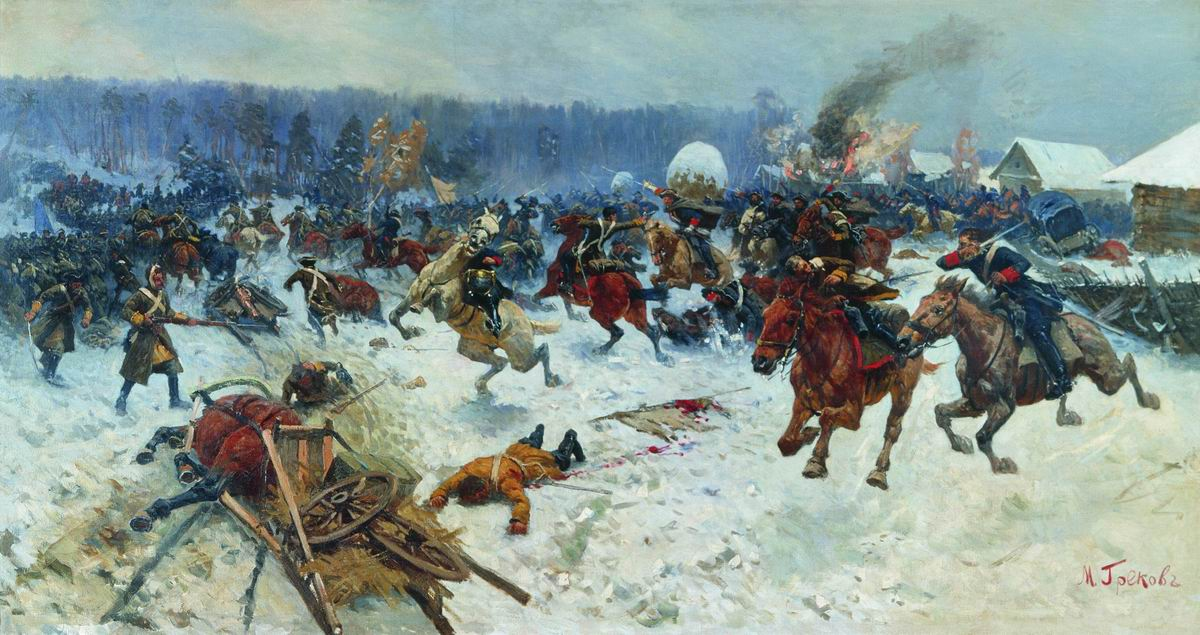
Атака шведов ярославскими драгунами у деревни Эрестфер 29 декабря 1701 года
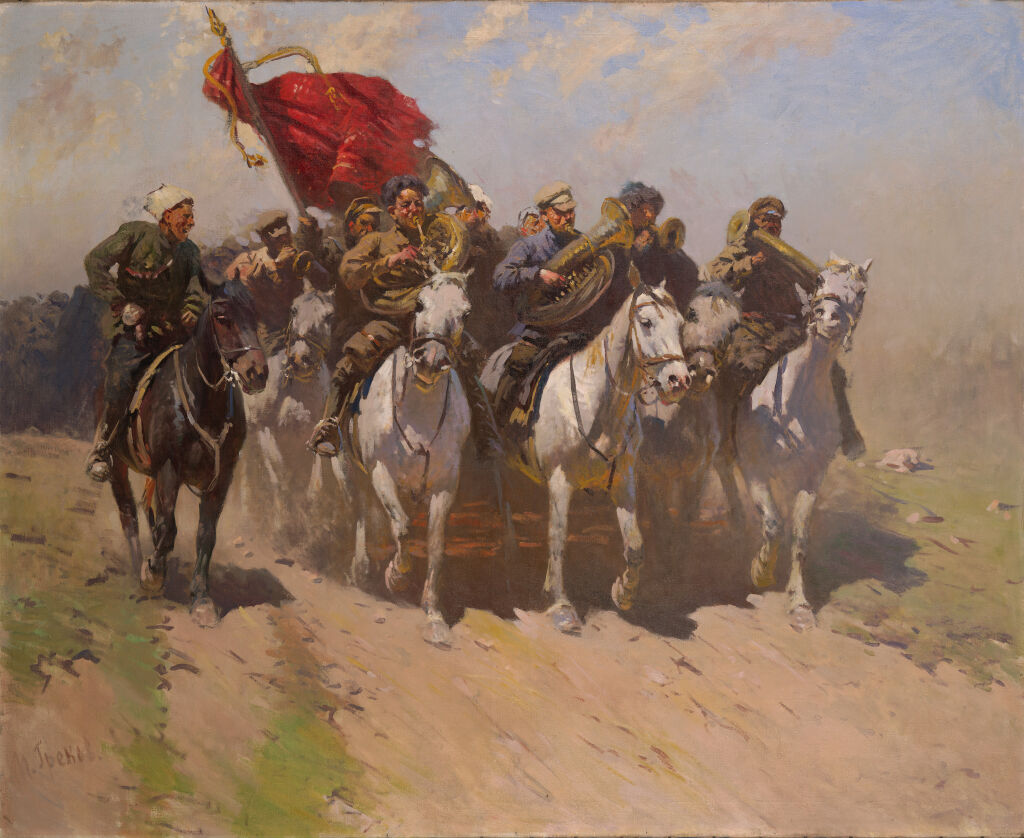
Трубачи Первой конной армии
Могила Грекова на Новодевичьем кладбище Москвы
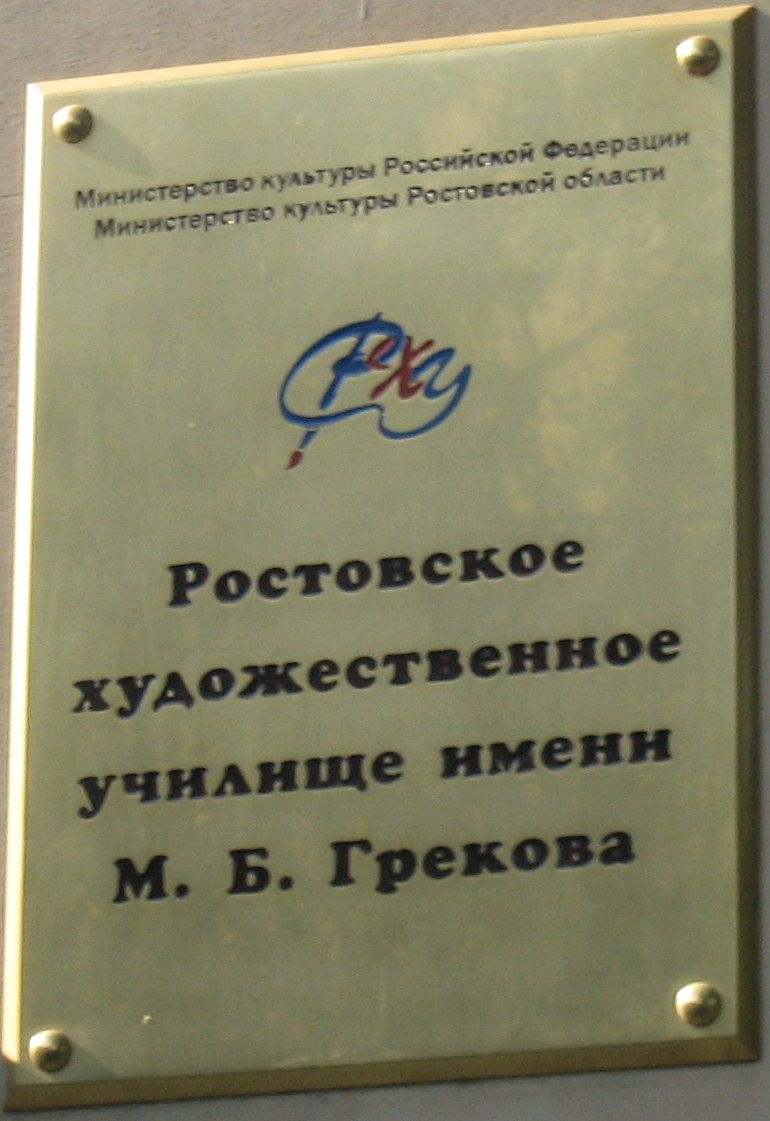
Табличка на входе в Ростовское художественное училище имени Грекова
Мемориальная табличка в училище с цитатой Грекова
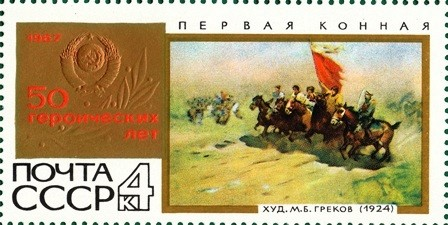
Почтовая марка СССР, 1967 год. Первая конная. По картине Грекова